# Combat Hospital
Combat Hospital (entwickelt unter dem Titel The Hot Zone) ist eine kanadische Dramaserie des Senders CTV, welche auch auf dem US-amerikanischen Sender ABC ausgestrahlt und von diesem koproduziert wurde.
Trotz überraschend guter Quoten in Kanada musste die Serie nach einer Staffel eingestellt werden, da wiederum die Quoten beim US-amerikanischen Koproduzenten unverhältnismäßig schlecht waren und dieser als Mitproduzent absprang. Aus diesem Grund besteht die Serie nur aus 13 Episoden. Hauptrollen spielten unter anderem Michelle Borth, Deborah Kara Unger und Elias Koteas.
Zu einer Ausstrahlung im deutschsprachigen Raum kam es bisher nicht.

## Inhalt
Die Serie spielt trotz späteren Produktionsjahres im Jahre 2006 in Kandahar, Afghanistan. Sie dreht sich um das Leben und die Arbeit von Ärzten und Krankenschwestern aus der International Security Assistance Force.

## Besetzung
- Michelle Borth als Canadian Forces Major Rebecca Gordon
- Elias Koteas als Canadian Forces Medical Officer, Xavier Marks
- Terry Chen als United States Army Captain Doctor Bobby Trang
- Arnold Pinnock als Commander Will Royal
- Deborah Kara Unger als australische Armee-Psychiaterin Major Grace Pedersen
- Luke Mably als britischer Neurochirurg Doctor Simon Hill